# Año Veterinario Mundial
El 2011 fue proclamado como el Año Mundial Veterinario para conmemorar el 250 aniversario de la creación de la primera escuela veterinaria del mundo en Lyon, Francia, en 1761, pero también para celebrar hitos de la ciencia veterinaria, incluidos los avances en biopatología comparada, que marcaron el inicio de la medicina moderna. La proclamación fue impulsada por la comunidad veterinaria internacional y liderada por el comité VET 2011, con el apoyo de la Organización de las Naciones Unidas para la Alimentación y la Agricultura (FAO), la Organización Mundial de Sanidad Animal (OIE) y la Unión Europea.
El lema del año, Vet for health. Vet for food. Vet for the planet!, ("Veterinarios por la salud, por los alimentos, por el planeta"), subrayó el papel crucial de los veterinarios en la protección de la salud humana y animal, el fortalecimiento de la seguridad alimentaria y la salvaguarda del medio ambiente.

## Actividades y alcance
Durante el Año se organizaron múltiples actividades destacadas que reflejaron la relevancia global de la profesión veterinaria. La ceremonia inaugural tuvo lugar el 24 de enero en Versalles, Francia, y contó con la presencia de líderes internacionales. En este acto se enfatizó el papel crucial de la veterinaria en la lucha contra enfermedades zoonóticas como la gripe aviar H5N1. Además, se anunció un hito histórico: la inminente erradicación de la peste bovina, considerada un logro trascendental en la sanidad animal.
Del 13 al 15 de mayo se celebró en Lyon, Francia, una conferencia mundial sobre la educación veterinaria. Este encuentro reunió a expertos para debatir sobre el futuro de la formación veterinaria y los retos emergentes que enfrenta la profesión en un mundo en constante transformación.
Posteriormente, los días 22 y 23 de junio, Roma acogió un simposio sobre la historia del control de enfermedades animales, con especial atención al caso de la erradicación de la peste bovina. Este evento permitió analizar las lecciones aprendidas y su importancia en la consolidación de estrategias para la salud animal a nivel global.
La clausura del Año Mundial Veterinario se llevó a cabo del 10 al 14 de octubre en Ciudad del Cabo, Sudáfrica. Durante esta ceremonia internacional se destacaron los logros alcanzados a lo largo del año y se promovió la colaboración global para enfrentar los desafíos futuros en la sanidad animal.
Paralelamente a estos eventos, la FAO, en colaboración con la OIE y otros socios, lideró iniciativas clave para combatir enfermedades animales como la fiebre aftosa, la peste de los pequeños rumiantes, la fiebre porcina africana y la fiebre del Valle del Rift. Estas acciones, financiadas mediante contribuciones voluntarias de los Estados miembros y el sector privado, jugaron un papel fundamental en el fortalecimiento de los sistemas de salud animal a nivel internacional.